# クボ・エダン寺院
クボ・エダン寺院（クボ・エダンじいん、Pura Kebo Edan）は、インドネシアのバリ州（バリ島）ギャニャール県タンパクシリン郡ペジェンにあるバリ・ヒンドゥー教寺院（プラ、尼: pura）である。
創建は13世紀、ジャワの古代王朝シンガサリ（1222-1292年）の王クルタナガラ（在位1268-1292年）がバリを征服した1284年頃とされ、バリに派遣された Kebo Parud が、シヴァ（シワ、尼: Siwa）やバイラヴァ（バイラワ、尼: Bhairawa）の崇拝をもたらし、クボ･エダン寺院には、習合されたシワ＝バイラワ（尼: Siwa-Bhairawa）が保存される。ペジェンの村は国内でも有数の考古学的地域であり、このクボ･エダン寺院のバイラヴァ（シワ＝バイラワ）像も、2019年11月13日、インドネシアの文化遺産（尼: Cagar Budaya）に登録されている。
クボ・エダンは「狂った水牛」の意であり、境内にある水牛の像によるとされる。また、地元において、バリの伝説の巨人クボ・イワ（クボ・イオ）にも関連づけられ、クボ・エダン寺院には、クボ・イワといわれる彫像も保存されている。

## 構成

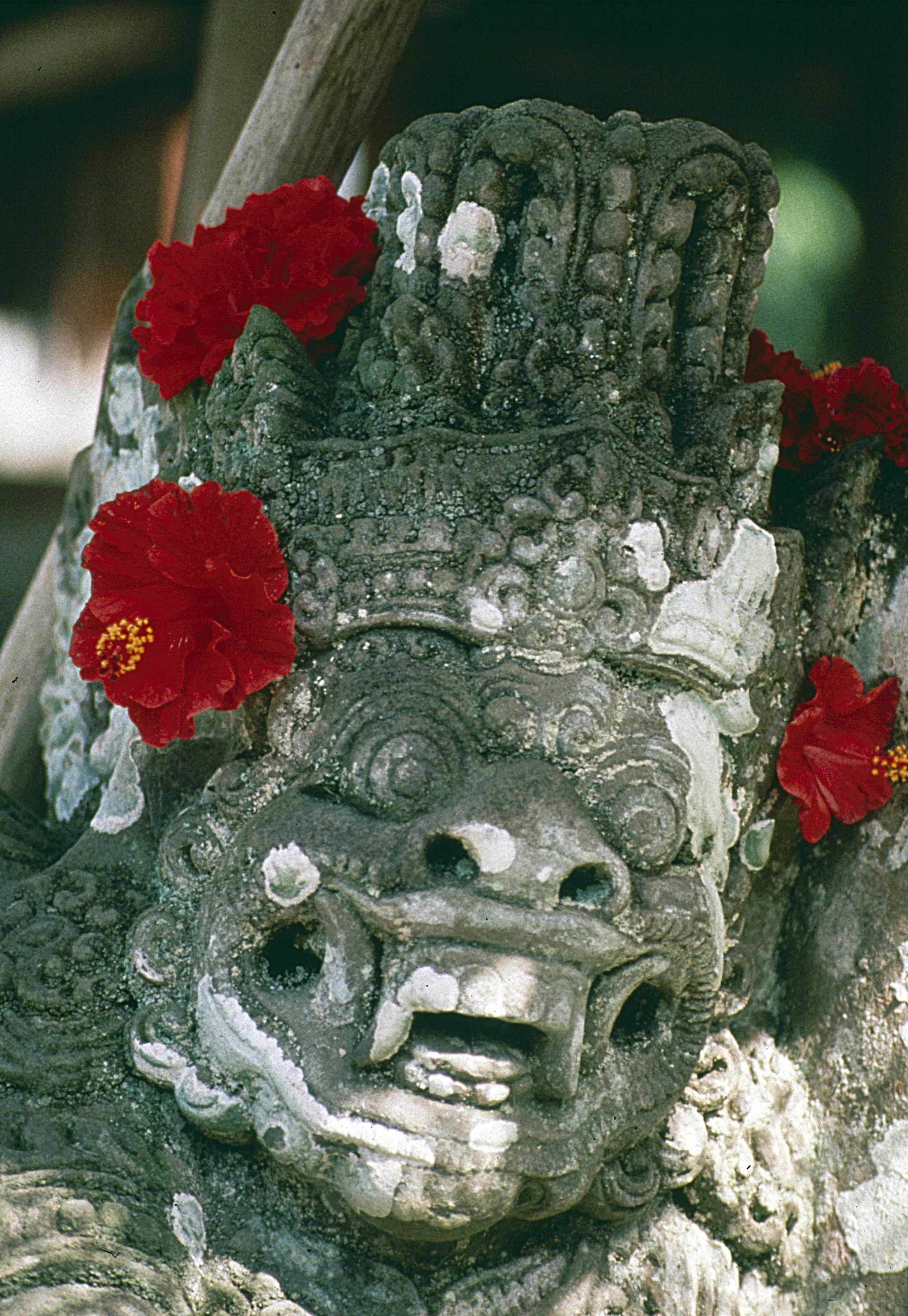
守護彫像の頭部正面

主な祭神の彫像を安置する祠（プリンギー〈プリンゲー〉、Pelinggih）が境内の南側に並び、これらクボ・エダン寺院に保存される遺物の多くは、王クルタナガラの時代のものとされる。しかし、バリ王国の14世紀中頃の王スリ・アストゥスラ・ラトナ・ブミ・バンテンの時代として、バイラヴァ（シワ＝バイラワ）像についても、王アストゥスラをかたどった可能性を付議する見解もある。

### バイラヴァ像
「ペジェンの巨人」（英: Pejeng Giant、Giant of Pejeng）として知られる高さ3.6メートルの巨像は、シヴァの化身バイラヴァ（シワ＝バイラワ）像とされるが、地元では、ラトゥ・サクティ (Ratu Sakti) 、ラトゥ・バリアン (Ratu Balian) と称されることもある。また、このヒトの死体の上で踊るように描写された彫像は、ヒンドゥー教の叙事詩『マハーバーラタ』の剛勇ビーマ（Bhīma、〈ビマ、ビモ、Bima〉）としても捉えられている。
この巨像は、顔を仮面で覆い、縮毛を後頭で結び、ひだ飾り（フリル）をつけた腰部に両手を据えて、踊るように死体の上に立ち、腕と足首にはヘビが巻き付く。また、躍動により裾から陰茎が左に向けて露出するが、これは左道と右道に分かれるタントラの宗教派に関連するともいわれる。先端付近には3-4個の円形があり、穴が1つあく。

### 水牛像
バイラヴァ像が安置された側面にある祠（プリンギー）に、シヴァの乗り物（ヴァーハナ）であるナンディを表わす水牛像があり、これが「狂った水牛」というクボ・エダンの寺院名の由来とされることから、臥牛像は怒っているように見えるなどといわれる。

### クボ・イワ像
逆さの髑髏をかたどる鉢を抱え、頭髪にも髑髏が飾られる石像も同様に安置されており、強く大きいことからクボ（水牛）と呼ばれたという伝説の巨人クボ・イワとされる。
境内にある祠（プリンギー）には、ほかにも現地バリにおいてブタラ・ガナ (Betara Gana)と称されるガネーシャの像があるなど、多くの彫像が保存されている。